# Molekula

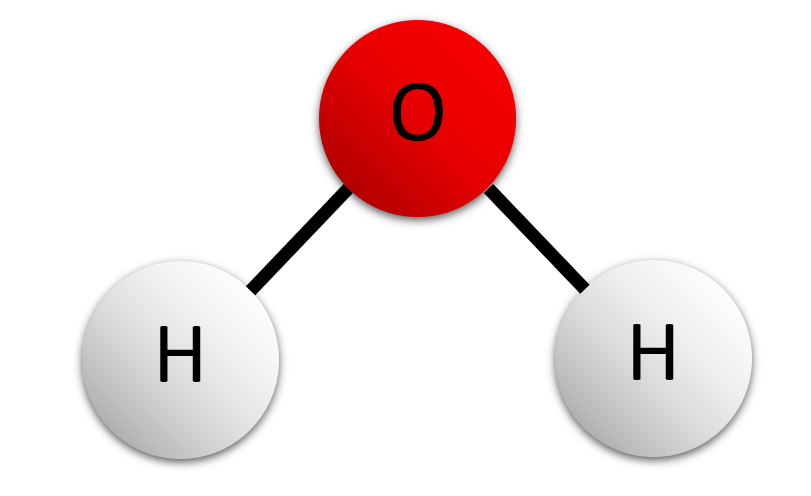
Vízmolekula

A kémiában a molekulák két, vagy több atomból álló semleges anyagi részecskék, melyekben az atomokat erős kovalens kötés kapcsolja össze.
A molekulákat alkothatják egyetlen kémiai elem atomjai – ilyen például az oxigénmolekula (O2) –, vagy állhat többféle elem atomjaiból is, mint például a vízmolekula (H2O).
A molekulák kristályrácsba szerveződhetnek, ekkor jön létre a molekularács.
Az összetett ionok elektromos töltéssel rendelkező anyagi részecskék, melynek atomjai szintén kovalens kötéssel kapcsolódnak egymással. Ilyen például az ammóniumion (NH+4), illetve az oxóniumion (H3O+).
A kinetikus gázelméletben a molekula kifejezést gyakran használják tetszőleges gázrészecske jelölésére, függetlenül annak összetételétől. Ez a definíció a nemesgázatomokat is molekulának tekinti, annak ellenére, hogy azok csak egyetlen – kémiai kötésben nem lévő – atomból állnak.
A molekula elnevezés a latin moles (tömeg, súly, teher) szóból ered.

## Képlete
A molekulák képlete megadja a molekulát felépítő atomok milyenségét és pontos számát, így az jellemző a különböző molekulákra.
A különböző izomerek egymáshoz képest megegyező atomokból állnak, miközben a molekulaszerkezetük eltérő.
A molekulák képlete kifejezhető a tapasztalati képlettel, molekulaképlettel vagy összegképlettel, illetve a szerkezeti, vagy más néven konstitúciós képlettel.

### Tapasztalati képlete
A tapasztalati képlet sokszor, de nem minden esetben megegyezik a molekulaképlettel. Az acetilén molekulaképlete például C2H2, de az atomok aránya 1:1, így a tapasztalati képlet CH. A vegyületek tapasztalati képlete a vegyületet alkotó atomok legkisebb egész számokkal kifejezett aránya. A vízben például a hidrogén- és oxigénatomok aránya mindig 2:1, az etanolban a szén, hidrogén és oxigén aránya 2:6:1. Ez azonban nem határozza meg egyértelműen a molekulát, hiszen például a dimetil-éterben is ugyanez az atomok aránya. Az azonos atomokból felépülő eltérő szerkezeteket izomereknek nevezzük. A szénhidrátokban például ugyanaz az atomok aránya (szén:hidrogén:oxigén=1:2:1), és így tapasztalati képletük is azonos, de a molekulákat felépítő atomok száma különbözik.

## Molekulák polaritása

### Apoláris molekula
Egy kémiai elem két vagy többatomos molekulái apolárisak, ami azt jelenti, hogy a molekulának nincs elektromos dipólusmomentuma, mivel az azonos elektronegativitású atomok egyformán vonzzák a kovalens kötést létrehozó kötő elektronpárt. Például: N2, P4, Cl2, H2, S8 stb. Különböző elektronegativitású atomokból álló molekula is lehet apoláris, amennyiben a polaritásvektorok kioltják egymást. Például: CO2, CH4, CCl4, BF3 stb.

### Poláris molekula (dipólusmolekula)

A víz poláris molekula

Ha a molekulát különböző kémiai elemek atomjai, tehát eltérő elektronegativitású atomok alkotják, akkor az erősebben elektronegatív atom jobban vonzza a kötő elektronpárt, és ez elektroneltolódáshoz, illetve kisebb-nagyobb dipólusmomentum kialakulásához vezet: a molekulában részleges pozitív illetve negatív töltések jelennek meg. Ilyen a vízmolekula, mely éppen polaritása miatt sok ionvegyület (például konyhasó: NaCl) jó oldószere. A vízmolekulában az oxigén részlegesen negatív, a hidrogénatomok pedig részlegesen pozitív töltésűek.

## Egyszerű és összetett molekulák

### Monomer
Monomernek (a görög mono „egy” és meros „rész” szavakból) nevezzük azon egyszerű molekulákat, melyek megfelelő körülmények között képesek nagy számban összekapcsolódni (polimerizáció). A monomer olyan molekula, amely kettős kötéseinek felszakadásával úgynevezett óriásmolekula jöhet létre.

### Dimer
Két összekapcsolódott monomerből álló molekula.

### Trimer
Három összekapcsolódott monomerből álló molekula.

### Oligomer
Kis („véges”) számú (rendszerint 10-100) összekapcsolódott monomerből álló molekula.

### Makromolekula
Körülbelül száznál több atomot tartalmazó óriásmolekulákat makromolekuláknak nevezzük. Ezek alapvázát jellemzően szénatomok alkotják, és a szerves kémia foglalkozik velük részletesebben.